# IC 2176
IC 2176 ist eine Spiralgalaxie vom Hubble-Typ S im Sternbild Zwillinge auf der Ekliptik. Sie ist schätzungsweise 329 Millionen Lichtjahre von der Milchstraße entfernt und hat einen Durchmesser von etwa 90.000 Lichtjahren.

Im selben Himmelsareal befindet sich u. a. die Galaxie IC 2178.
Das Objekt wurde am 11. Februar 1898 von Stéphane Javelle entdeckt.